# Fox on the Run
«Fox on the Run» — песня британской рок-группы Sweet, впервые выпущенная в их альбоме 1974 года Desolation Boulevard. В марте 1975 года песня была выпущена в качестве сингла, став 18 синглом группы, и заняла вторую строчку британского чарта синглов, пятую позицию в американском чарте, вторую строчку в норвежском чарте и попала на вершины чартов Австралии, Западной Германии и Дании.

## История записи сингла
В песне поётся о групи и употребляется типичный сленг того времени, когда сексуальные девушки назывались «foxy» (с англ. — «лисичка»).
Было записано две версии песни. Продюсерами оригинальной версии, выпущенной в альбоме Desolation Boulevard выступили Майк Чепмен и Никки Чинн. Вторая, более тяжёлая и коммерчески-ориентированная, была перезаписана и укорочена под продюсированием самой группы. Эта версия была выпущена в качестве семидюймового сингла в марте 1975 года. Би-сайдом сингла для мирового рынка (кроме США и Японии) стала внеальбомная песня «Miss Demeanor». В США и Японии на обратную сторону была помещена также внеальбомная «Burn on the Flame». Обе эти песни, а также сингловая версия «Fox on the Run» вошли в качестве бонус-треков в переиздание Desolation Boulevard 2005 года. Сингловая версия песни также вошла в американское издание Desolation Boulevard, выпущенное в 1975 году.

## Позиции в хит-парадах
Еженедельные чарты:
| Страна            | Высшее место |
| ----------------- | ------------ |
| Австралия         | 1            |
| Великобритания    | 2            |
| Западная Германия | 1            |
| Дания             | 1            |
| Нидерланды        | 2            |
| Норвегия          | 2            |
| США               | 5            |

Годовые  чарты:
| Хит-парад (1976)                    | Позиция |
| ----------------------------------- | ------- |
| Канада (RPM Year-End)               | 37      |
| США (Billboard Top Popular Singles) | 76      |

## Кавер-версия Scorpions
В 1970-х годах Scorpions по инициативе компании Дитера Диркса, когда он обсуждал с группой перспективу стать их менеджером, в качестве теста записали два кавера, немецкие версии хитов группы Sweet: «Fox on the Run» и «Action». Хоть изначально не планировалось их выпускать, обе стороны договорились в дальнейшем о выпуске сингла в формате 7", где Scorpions будут именоваться как The Hunters.
В 1975 году группа Scorpions под псевдонимом The Hunters выпустила в качестве сингла немецкоязычную кавер-версию песни «Fox on the Run», названную «Fuchs Geh' Voran». На обратную сторону сингла они поместили кавер-версию другой песни Sweet — «Action», названную «Wenn es Richtig Losgeht» и спетую также на немецком языке.
В 2009 году песня «Fuchs Geh’ Voran» вошла в сборник-ремастеринг Taken B-Side группы Scorpions.

### Список композиций
| №  | Название                  | Оригинал         | Длительность |
| -- | ------------------------- | ---------------- | ------------ |
| 1. | «Fuchs Geh’ Voran»        | «Fox on the Run» | 03:16        |
| 2. | «Wenn Es Richtig Losgeht» | «Action»         | 3:08         |

### Состав группы
Клаус Майне — вокал
Рудольф Шенкер — гитара
Ульрих Рот — гитара
Франсис Бухгольц — бас-гитара
Руди Леннерс — ударные

## Другие кавер-версии
- Немецкая хард-рок-группа Mad Max выпустила кавер-версию песни в своём альбоме 1987 года Night of Passion.
- Английская хеви-метал-группа Girlschool записала кавер-версию песни для своего альбома 1988 года Take a Bite. На песню также был снят видеоклип.
- Австралийская группа You Am I записала кавер-версию песни во время выступления для радио Triple J. Эта песня вошла в бонус-диск Radio Settee для ограниченного издания их альбома 1998 года No. 4 Record.
- Американская группа Red Hot Chili Peppers исполняла отрывок песни во время своего тура 2002—2003 года By the Way, с гитаристом Джоном Фрушанте на вокале.
- Бывший гитарист Kiss Эйс Фрэйли выпустил кавер-версию песни в своём альбоме 2009 года Anomaly.
- Также песню исполнял другой участник Kiss — барабанщик Эрик Сингер.